# Anne Makinda
Anne Semamba Makinda, née en 28 juillet 1949 à Mjombe, est une femme politique tanzanienne et la première femme présidente de l'Assemblée nationale de la Tanzanie, de 2010 à 2015. Elle a milité également pour renforcer la présence des femmes au sein des Parlements de Tanzanie et de l'Afrique australe. En 1993 et 1994, elle a présidé les travaux du Conseil d’administration de l’UNICEF, dans le cadre d'une présidence tournante entre les États membres.

## Biographie
Elle est née le 26 juillet 1949. Son père est un commissaire (représentant de l’État) au niveau régional, sous l'administration de Julius Nyerere. Elle effectue ses études primaires à Njombe, secondaires à Mtwara et supérieures à Morogoro. Elle approfondit la comptabilité à l'Institut de développement et de gestion de Morogoro (l'actuelle université Mzumbe) jusqu'en 1975.
Durant ses années étudiantes, elle est membre de l'organisation des jeunes de l'Union nationale africaine du Tanganyika (Tanganyika African National Union, TANU), le parti créé par Julius Nyerere (président duu pays durant une vingtaine d'années, d'avril 1964 à novembre 1985). Elle est élue au parlement en 1975. C'est la plus jeune députée à l'époque, ayant à peine terminée ses études depuis quelques mois et travaillant pour la Tanzania Audit Corporation. L'Union nationale africaine du Tanganyika fusionne en 1977 avec l’Afro-Shirazi Party (ASP) pour former le Chama cha Mapinduzi (CCM). C'est le parti au pouvoir, dans la continuité du TANU. Elle devient dès 1977 membre du conseil exécutif du CCM. 
En 1983, elle devient ministre d'État, rattaché au Premier ministre Edward Sokoine, et premier vice-président chargé des affaires politiques, de la gestion des catastrophes et de la coordination des affaires gouvernementales à l'Assemblée nationale. Puis en 1990 ministère du Développement communautaire. Du 1er août 1993 au 31 décembre 1994, elle est choisie comme Directrice du Conseil de direction de l'UNICEF, au niveau international, une fonction tournant à un rythme annuel entre les États membres,  puis première Présidente de cet organisme (le conseil administration de l'UNICEF ayant modifié ses statuts et changé , dans le cadre de cette modification, l'intitulé de cette fonction). Revenue en Tanzanie, elle est, de 1995 à 2000, commissaire de la région de Ruvuma. De 2000 à 2005, elle est présidente du Comité parlementaire permanent des ressources naturelles, de l'environnement et de la lutte contre la pauvreté. Durant les années 2000, elle s'investit aussi au sein de la Communauté de développement d'Afrique australe sur la question de la représentation des femmes au sein des parlements nationaux, notamment en Tanzanie, Botswana, Malawi, Mozambique et Zambie.
En 2010, à 61 ans, elle est élue présidente de l'Assemblée nationale de la Tanzanie, première femme exerçant ce mandat en Tanzanie, cinquième femme en Afrique à occuper ce poste, les autres étant Rose Mukantabana au Rwanda, Veronica Macamo en Mozambique, Margaret Nasha au Botswana et Joyce Bamford-Addo au Ghana. Elle est élue à cette fonction par 265 votes, sur les 327 députés. Son parti détenant 251 sièges, elle a réuni sur son nom au-delà de son propre camp politique. Figure éminente de son parti, c'est elle qui annonce en juillet 2015, à l'issue d'un congrès, le candidat de ce parti, John Magufuli, pour l'élection présidentielle d'octobre 2015. Le 17 novembre 2015, Job Ndugai lui succède comme président de l'Assemblée nationale.